# Czyżewiczy (rejon kopylski)
Czyżewiczy (biał. Чыжэвічы; ros. Чижевичи, Cziżewiczi) – osiedle na Białorusi w obwodzie mińskim, w rejonie kopylskim, w sielsowiecie Doktarawiczy. W 2019 roku liczyło 45 mieszkańców.
W miejscowości znajduje się zespół dworsko-parkowy z 1837 roku z parterowym dworem Domańskich, krytym dachem czterospadowym.